# Első Emelet 1
Első Emelet 2 – debiutancki album zespołu Első Emelet, wydany nakładem Hungarotonu w 1984 roku na MC i LP. W 2004 roku wydano ten album na CD. Album osiągnął status złotej płyty na Węgrzech.

## Lista utworów
1. "Önarckép" (3:07)
2. "Dadogós break" (2:44)
3. "Sivatag" (3:49)
4. "Nézelődünk" (3:52)
5. "Rémálom" (3:46)
6. "Vannak dolgok" (3:35)
7. "A dolgok közepében" (3:34)
8. "Óvatosan lépkedj" (4:04)
9. "Tilalomfák" (3:05)
10. "Középkori házibuli" (4:07)
11. "Benő" (3:20)
12. "Amerika" (3:44)

## Wykonawcy
- Gábor Berkes – instrumenty klawiszowe, wokal
- Csaba Bogdán – gitara, instrumenty klawiszowe, wokal
- Béla Patkó – wokal
- Gábor Kisszabó – gitara basowa, gitara, wokal
- Gábor Szentmihályi – perkusja
- István Tereh – wokal, perkusja